# Burmannia connata
Burmannia connata är en enhjärtbladig växtart som beskrevs av Fredrik Pieter Jonker. Burmannia connata ingår i släktet Burmannia och familjen Burmanniaceae. Inga underarter finns listade i Catalogue of Life.